# 氢化松苓酸
氢化松苓酸（英語：Trametenolic acid，3β-羟基羊毛甾-8,24-二烯-21-酸，3β-Hydroxylanosta-8,24-dien-21-oic acid）是一种天然的类固醇化合物，具有抗炎活性，最早得自的一种药用真菌白樺茸（Inonotus obliquus）。